# Tanque de evapotranspiração

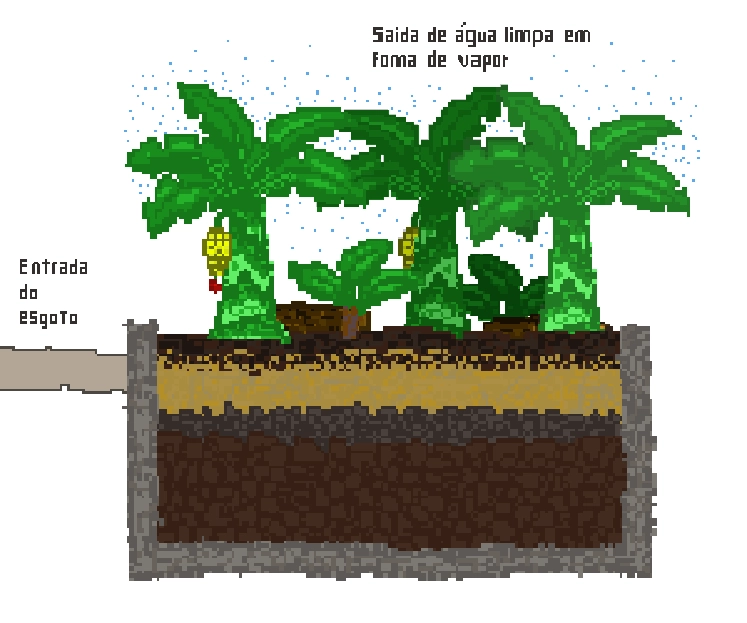
Desenho de um tanque de evapotranspiração.

O tanque de evapotranspiração (TEvap) é um sistema de tratamento simplificado, que pode ser usado para tratamento de águas proveniente de sanitários a nível doméstico.
O TEvap é um sistema baseado em solo e plantas, apresentado como uma alternativa para sistemas convencionais de tratamento de esgotos, consistindo de um tanque retangular impermeável, preenchido com camadas de diferentes substratos e coberto por vegetais de crescimento rápido, como plantas de folhas largas, tais quais bananeiras, mamoeiros ou taiobas.
O TEvap funciona como uma câmara de digestão anaeróbia, em sua parte inferior; e como um banhado construído de fluxo subsuperficial, nas suas camadas intermediária e superior. Tal sistema diminui a necessidade de pós-tratamento do efluente, pois é dimensionado para que o efluente seja totalmente absorvido pelas plantas, em condições normais de funcionamento.

## Aplicação
Vários tanques de evapotranspiração foram implementados no Brasil e Estados Unidos com acompanhamentos científicos, a ideia original é atribuída ao permacultor americano Tow Watson, adaptada pelo permacultores brasileiros, principalmente  nos estados de Santa Catarina e no Distrito Federal.
O sistema original proposto por Tow Watson tinha como objetivo tratar o esgoto doméstico, consistia em uma trincheira escavada no solo, com largura e comprimento variáveis e aproximadamente 60 cm de profundidade, para a qual é encaminhado todo o esgoto doméstico – águas cinza e negras.
O esgoto entra através de um tubo, posicionado dentro de um infiltrador, feito com um tambor cortado longitudinalmente ao meio e colocado com a concavidade voltada para baixo, no fundo do tanque, acima de uma camada de 5 cm de pedras porosas.
O restante do volume do tanque é preenchido com uma camada de 45 cm de espessura de pedras, coberta com uma camada de 15 cm de solo, onde são colocadas as plantas. Para melhorar a filtragem do efluente.
Tom Watson recomenda o recobrimento das paredes e do fundo com uma mistura de esterco, argila e palha, permitindo o desenvolvimento de um biofilme composto por bactérias anaeróbias, que funcionaria como filtro biológico. Tal mistura recomendada por Tom ainda deve ter seus efeitos sanitários estudados, no entanto, para se isolar o sistema e impedir a contaminação solo pelo esgoto doméstico, o que pode ser feito é recobrir as paredes com materiais impermeáveis, usados por exemplo na construção civil.
Na porção oposta à entrada do esgoto, próximo à superfície do solo, é colocado um tubo para drenagem do excesso de água.
É atribuída a Tom Watson a indicação de dimensionamento para o sistema de 2 m² de área por pessoa semelhante é, com a recomendação de que o sistema seja inserido em ambiente do tipo jardim de inverno ou casa de vegetação, evitando a entrada de chuvas. É indicado a utilização de plantas que tenham alta demanda por água no interior do tanque e plantas menos exigentes em água no solo ao redor.

## Tratamento[1]
No sistema de TEvap há uma câmara anaeróbia dentro do tanque onde as águas residuárias são recebidas.
Esta câmara permite que os sólidos se assentem e sejam parcialmente digeridos, evitando o entupimento dos meios de tanque. Além disso, as telhas e o cascalho usado (ou qualquer outro material grosseiro) servem como meio filtrante e suporte para a formação de biofilme, o que permite considerar o TEvap um sistema 2 em 1. 
A água de sanitários entra no sistema por meio de uma câmara de recepção no fundo do tanque, e depois permeia através de camadas de tijolos e rochas. Nesta parte inferior da TEvap ocorre a digestão anaeróbia do efluente. Quando o nível de água no sistema aumenta, as camadas superiores, de cascalho e areia, também se tornam inundadas, até que o nível da água chegue à camada superior, do solo, onde as forças capilares, vento e calor, provoca a eliminação da água por evapotranspiração das raízes e solo, enquanto os nutrientes são removidos por incorporação na biomassa das plantas.
O uso de sistemas plantados pode também contribuir para o aumento da biodiversidade, produção local de alimentos e plantas ornamentais e paisagismo, bem como contribuir para a melhoria do microclima nos bairros.

## Vantagens e custos
A fossa verde foi proposta para receber apenas os resíduos domiciliares provenientes da bacia sanitária (água negra). No entanto, devido às condições locais de alguns dos municípios, tais como escassez considerável de água para o consumo e consequentemente do menor volume de água a ser fornecido ao sistema, optou-se por adicionar a ela os efluentes das pias de cozinha e dos ralos de chuveiro (água cinza).
A característica dos esgotos é função dos usos à qual a água foi submetida. Esses usos, e a forma com que são exercidos, variam com o clima, situação social e econômica e hábitos da população.
A fossa verde foi proposta para receber apenas os resíduos domiciliares provenientes da bacia sanitária (água negra). No entanto, devido às condições locais de alguns dos municípios, tais como escassez considerável de água para o consumo e consequentemente do menor volume de água a ser fornecido ao sistema, optou-se por adicionar a ela os efluentes das pias de cozinha e dos ralos de chuveiro (água cinza). A característica dos esgotos é função dos usos à qual a água foi submetida. Esses usos, e a forma com que são exercidos, variam com o clima, situação social e econômica e hábitos da população.
O orçamento atual de uma unidade de fossa verde gira em torno de R$ 1050,00 (mil e cinquenta reais), podendo variar de acordo com alguns fatores como: tamanho da estrutura, quantidade de usuários, mão de obra participativa, características intrínsecas do solo, distância da construção do sistema em relação ao domicílio e etc.